# Кон, Макс

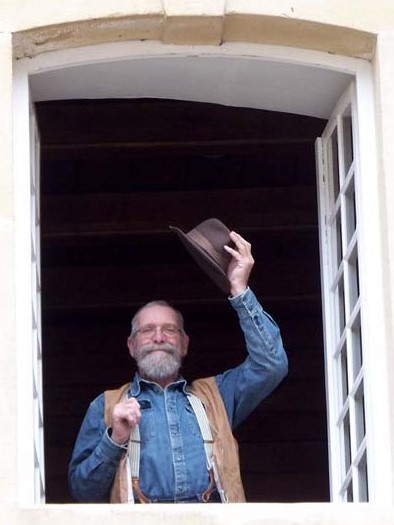
Макс Кон, апрель 2010 года

Макс Кон (люкс. Max Kohn, * 17 ноября 1954 г. Эш-сюр-Альзетт) - люксембургский современный художник, скульптор и график.

## Жизнь и творчество
Художественное образование Макс Кон получил в Академии изящных искусств в Карлсруэ, в Германии. Здесь он в период с 1975 и по 1981 год изучает живопись и рисунок, а также техники графических работ, художественного литья, скульптуру из дерева и камня.
После 1981 года Макс Кон живёт и работает как свободный художник в Люксембурге и во Франции.

## Персональные выставки (избранное)
- 1985 Галерея «Белой звезды», Карлсруэ (Galerie Weißer Stern, Karlsruhe)
- 1987 Галерея «Артемос», Бастонь, Бельгия (Galerie Artemos, Bastogne)
- 1988 Городской парк, Бастонь (Maison Communale Bastogne)
- 1991 Галерея «Артлайн», Клерво
- 1993 Галерея «Домик», Бад-Зальцуфлен, Германия (Dat Huisken, Bad Salzuflem)
- 1998 Галерея «Шортген», Эш-сюр-Альзетт (Galerie Schortgen Esch-sur-Alzette)
- 1999 Галерея Св. Николая, Ремих, Люксембург (Galerie St Nicolas Remich)
- 1999 «Тенданс Микадо», Люксембург (Tendance Mikado Luxembоurg)
- 2000 Галерея Харальда Ланга, Саарбрюккен (Galerie Harald Lang, Saarbrücken)
- 2000 Музей естественной истории, Люксембург (Musée d’Histoire Naturelle)
- 2001 Галерея Нодлебарг, Базель (Galerie Noodlebärg Basel)
- 2001 Банк Тринкаус и Буркхардт, Люксембург (Bankhaus Trinkaus und Burckhardt)
- 2003 Галерея Мишель Мильтген, Люксембург (Galerie Michel Miltgen)
- 2004 Замок де Монсель, Лотарингия, франция (Château de Moncel, Jarny, Lorraine)
- 2004 Галерея де ла виль, Бакр-сюр-Сен, Франция (Galerie de la ville de Bar sur Seine)
- 2007 Галерея «Позолоченный хвост», Штауффен-Брейсгау, Германия (Galerie Vergolderei von Wedel, Stauffen/Breisgau)
- 2008 Отель «Рикс», Люксембург (Hotel Rix)
- 2009 Галерея «Арадия», Эсперанж, Люксембург (Galerie Aradia Hesperange)
- 2010 Галерея замка Бурглинстер, Люксембург (Galerie du Château de Bourglinster)
- 2014 Галерея замка Вланден, Люксембург (Galerie du Château de Vianden)
- 2016 Библиотека Алинея, Люксембург (Librairie Alinéa)

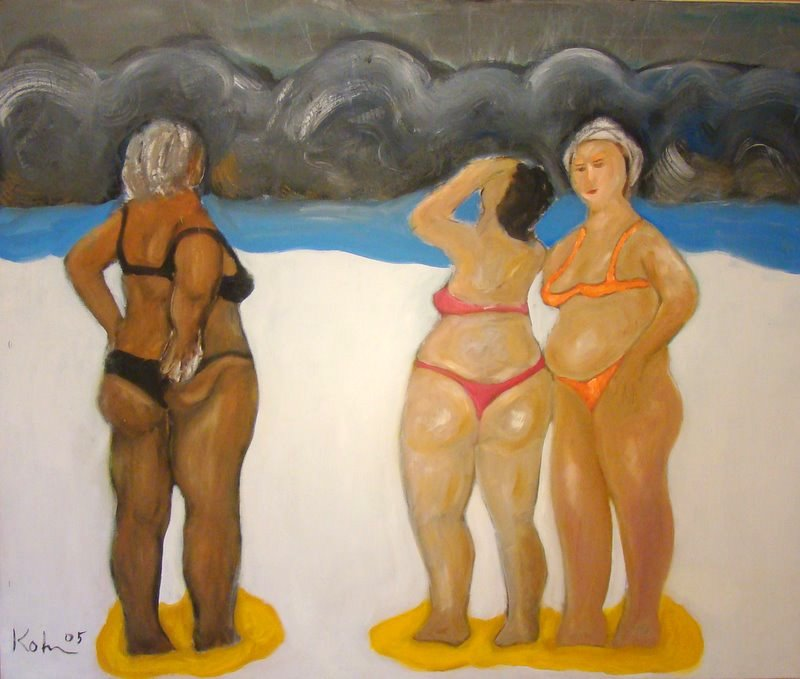
Макс Кон, Цунами, 2005

## Дополнения
- О Максе Коне в „Kunstlexikon Saar“
- Фотографии Макса в архиве Томаса Вагнера